# 布尔纳泽勒
布尔纳泽勒（法語：Bournazel，法語發音：[buʁnazɛl]）是法国阿韦龙省的一个市镇，属于鲁埃格自由城区。

## 地理
布尔纳泽勒（44°27'39"N, 2°17'54"E）面积16.35 平方千米，位于法国奧克西塔尼大區阿韦龙省，该省份为法国南部内陆省份，位于法國中央高原南部，北起顺时针与康塔爾省、洛泽尔省、加尔省、埃罗省、塔恩省、塔恩-加龙省和洛特省接壤。
与布尔纳泽勒接壤的市镇（或旧市镇、城区）包括：欧济茨、埃斯康多利耶尔、古特朗、吕冈、里尼亚克、鲁瑟纳克。

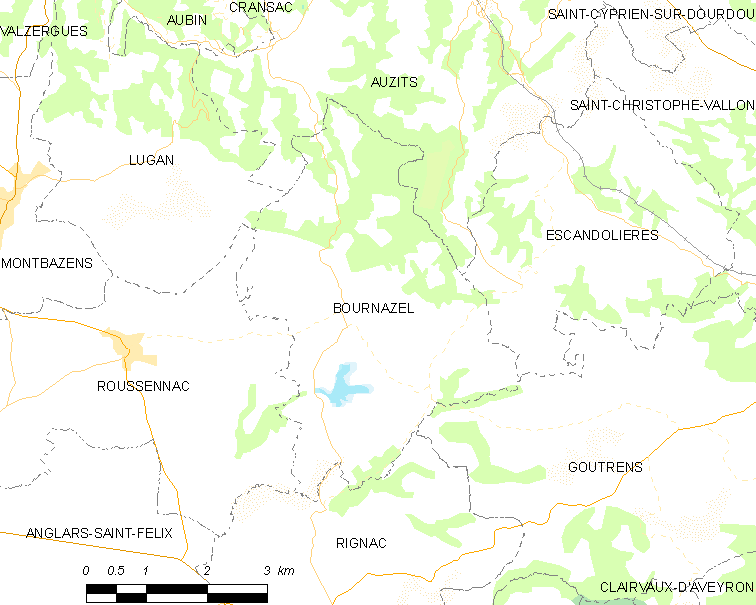
布尔纳泽勒的OSM定位图

布尔纳泽勒的时区为UTC+01:00、UTC+02:00（夏令时）。

## 行政
布尔纳泽勒的邮政编码为12390，INSEE市镇编码为12031。

## 政治
布尔纳泽勒所属的省级选区为埃讷-阿尔祖县。

## 人口

1962-2008年间布尔纳泽勒人口变化图示

布尔纳泽勒于2022年1月1日时的人口数量为325人。